# Polidhéndrion (ort i Grekland)
Polidhéndrion (Polydendri) är en ort i Grekland.   Den ligger i prefekturen Fthiotis och regionen Grekiska fastlandet, i den centrala delen av landet, 170 km nordväst om huvudstaden Aten. Polidhéndrion ligger 416 meter över havet och antalet invånare är 128.
Terrängen runt Polidhéndrion är kuperad åt nordost, men åt sydväst är den platt. Runt Polidhéndrion är det glesbefolkat, med 15 invånare per kvadratkilometer. Närmaste större samhälle är Domokós, 10,0 km väster om Polidhéndrion. Trakten runt Polidhéndrion består till största delen av jordbruksmark.